# Polycampsis longinasus
Polycampsis longinasus är en fjärilsart som beskrevs av W. Warren 1896. Polycampsis longinasus ingår i släktet Polycampsis och familjen mott. Inga underarter finns listade i Catalogue of Life.